# Hanvikens SK
Le Hanvikens SK est un club de hockey sur glace de Tyresö en Suède. Il évolue en Hockeyettan, troisième échelon suédois.

## Historique
Le club est créé en 1944.

## Palmarès
- Aucun titre.